# Pata (Apahida)
Pata (in (HU) Kolozspata, colloquiale Pata) è una frazione del comune di Apahida del distretto di Cluj, Transilvania, Romania.

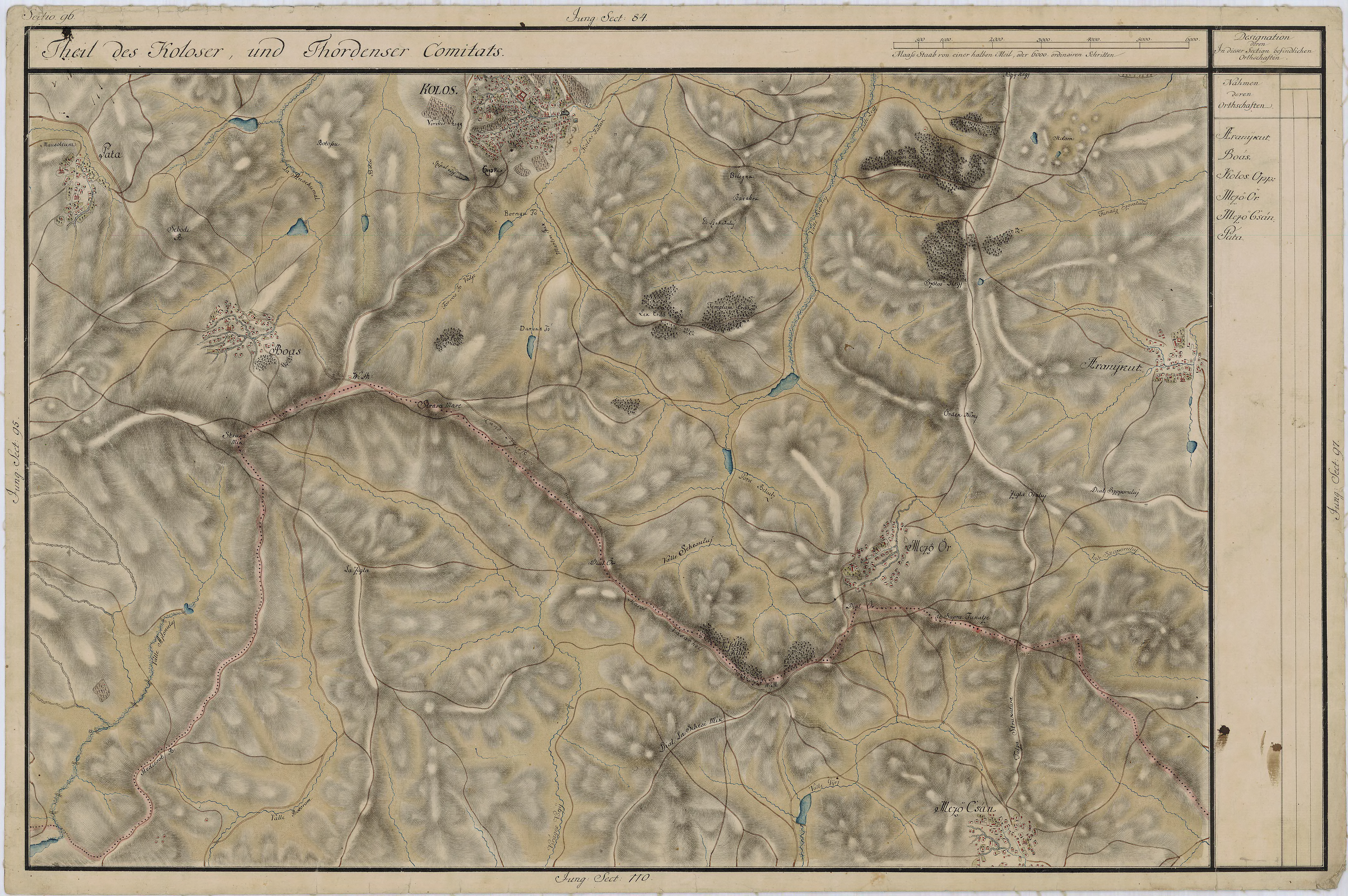
Pata sulla Harta Iosefină di Transilvania, 1769-1773

## Storia
Siti archeologici in questa frazione sono stati iscritti nella lista monumentelor istorice din județul Cluj elaborată de Ministerul Culturii și Patrimoniului Național din România în anul 2010:
- Età preistorica (intravilan).
- Tumuli[2] preistorici in “Coasta Feleacului”.
- Epoca romana di “Pusta grofului”.

Nel medioevo la popolazione era con etnia mista, magiari e romeni.

## Luoghi di culto
Chiesa Ortodossa.
Chiesa Romano-Cattolica.

## Date geologiche
In zona nord-ovest della frazione, in Valea Sărată, esiste una superficie larga e profonda, che copre una miniera di salgemma. Esistono sorgenti salate con proprietà terapeutiche.
Volker Wollmann nella monografia su minerali amintește o exploatare relativ mică de sare în perioada romană la Pata. La presenza di fonti di sale viene richiamata in prossimità di ogni fortificazione romana. Il Castro romano di Gherla ha vicino a sé le esplorazioni di sale di Ocna Dej, Sic, Cojocna e Pata, ove il castro è posizionato al centro.
Romani lavorarono su un quadrilatero per una profondità di 12–15 m, con attrezzature semplici, abbandonate in loco una volta esaurita la materia. Così i Romani estrassero sale per tutta la Transilvania, e poi gli scavi abbandonati divennero laghi.